# Stanisław Kostka Zamoyski
Il conte Stanisław Kostka Zamoyski (Varsavia, 13 gennaio 1775 – Vienna, 2 aprile 1856) è stato un nobile e politico polacco.

## Biografia
Era il figlio di Andrzej Hieronim Zamoyski, e di sua moglie, Konstancja Czartoryska, figlia di Stanisław Kostka Czartoryski.

## Carriera
Nel 1808, ricevette dal governo austriaco la carica di consigliere e di ciambellano.
Nel 1809, guidò il governo militare centrale provvisorio di entrambe le Galizie, creato a Lublino durante il ducato di Varsavia sotto il principe Józef Antoni Poniatowski sotto il protettorato di Napoleone.
Nel 1810 divenne senatore e governatore del Ducato di Varsavia. Nel 1815 condusse il ducato a Parigi per negoziati con l'imperatore Alessandro I, che da allora lo ha favorito. Quindi divenne senatore del Regno di Polonia.
Nel 1821 fu membro del Consiglio Generale della Commissione governativa per le religioni e l'istruzione pubblica nel Regno di Polonia. Dal gennaio 1822 al luglio 1831 fu presidente del Senato del Regno di Polonia.
Nel 1826 fu nominato presidente della Commissione investigativa per indagare sulle attività delle società segrete rivoluzionarie del Regno di Polonia.
Avversario della rivolta in Polonia, nel 1830 si trasferì a vivere a San Pietroburgo. Dal 1831 al 1850, fu membro del Consiglio di Stato dell'Impero russo.
Successivamente visse a Vienna e nel 1836 tornò temporaneamente a Varsavia, dove subì un colpo apoplettico. Nell'aprile del 1850, a causa di una malattia, si ritirò. 

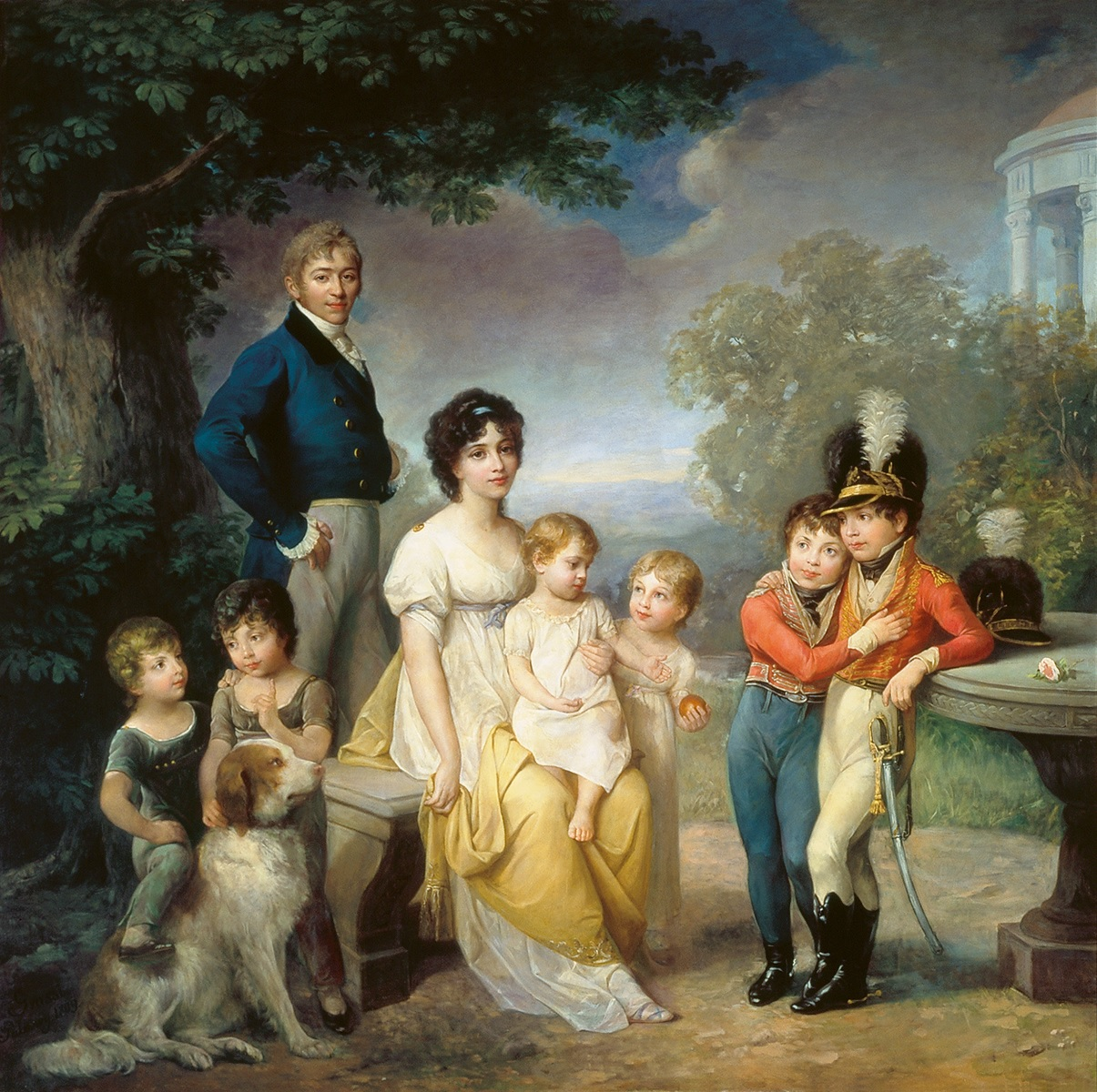
Ritratto di Stanisław e Zofia con i loro figli, di Josef Grassi (1810)

## Matrimonio
Sposò, il 20 maggio 1798 a Pulawy, la principessa Zofia Czartoryska (15 settembre 1778–27 febbraio 1837), figlia del principe Adam Casimir Czartoryski. La contessa , secondo il conte Ribopier, era "incomparabile" nella sua bellezza, alta, dai capelli scuri, con una pelle bianca abbagliante, combinando tutti gli stereotipi di bellezza polacca. Ai festeggiamenti durante il Congresso di Vienna colpì e sorprese tutti con il suo modo di suonare e cantare nei ricevimenti di corte.
La coppia ebbe dieci figli:
- Konstanty Zamoyski (4 settembre 1799-1 settembre 1866);
- Andrzej Artur Zamoyski (02 aprile 1800-29 ottobre 1874);
- Jan Zamoyski (16 gennaio 1802-5 dicembre 1879), sposò la contessa Anna Myselskaya;
- Władysław Stanisław Zamoyski (24 marzo 1803-11 gennaio 1868), sposò la contessa Yadvig Dzyalynskaya;
- Celestyna Zamoyska (1805-19 luglio 1883), sposò il conte Adam Tytus Działyński;
- Jadwiga Klementyna Zamoyska (08 settembre 1806-20 marzo 1890), sposò il principe Leon Ludwik Sapega;
- Zdzisław Zamoyski (28 gennaio 1810–13 agosto 1855), sposò Józef Valicka;
- August Zamoyski (18 novembre 1811-23 febbraio 1889), sposò la contessa Elfried Tizengauz;
- Eliza Elżbieta Zamoyska (1818-24 luglio 1857), sposò Leon Brzozowski;
- Stanisław Kostka Zamoyski (13 agosto 1820-25 giugno 1889), sposò la contessa Roza Marianne Potocka